# Панатенеи
Панатенеите (на старогръцки: Παναθήναια; Παναθήναια – „всеатински“) е религиозен фестивал, общонароден празник и спортни игри в Древна Атина. Честват се през август, веднага след жътвата и с тях започва новата годинаПанатенеите са най-важният празник в Атина и са сред най-големите фестивали за целия елински свят.
Всички граждани на полиса, с изключение на робите, можели да вземат участие. Фестивалът е посветен на богинята-покровителка на града – Атина Палада. Провеждал се с голяма тържественост и церемонии, вероятно в съперничество с Олимпийските игри. Празникът на всяка 4-та година се считал за по-важен и е наричан Големи Панатенеи; в останалите години се наричал Малки Панатенеи.
По време на такъв празник през 438 пр.н.е. е осветен Партенонът – главният храм на Атинския акропол, посветен също на Атина Партенос. Фриз на Партенона изобразява сцени от празнуването на Панатенеите.
Основното събитие по време на Панатенеите е пренасянето на новото одеяние за Атина – т.нар. пеплос. Този дар е знакът за нейното възкресение. В шествието участват и знатни старци с клонки в ръце, героите от Маратон и девойки в нови хитони и пеплоси, както и музиканти, жреци и конници.
По време на празненствата се извършват жертвоприношения, провеждат се шествия, театрални представления и състезания по музика и рецитация.: от 566 г. пр.н.е. на рецитация на химни, а от времето на Перикъл – и музикални агони. Музикалните състезания, откривали празненствата, се провеждат в атинския Одеон.
Спортните състезания се провеждали първоначално на хиподрум, а след това на стадиона Панатинаико (на гръцки: Παναθηναϊκό Στάδιο), построен по времето на архонта Ликург през 330 г. пр.н.е. специално за Панатенеите.